# Олигемијски шок
Олигемијски шок је врста шока, која се одликује смањењем минутног волумена срца.
У зависности од узрока који је довео до његовог настанка, разликују се:
- хеморагијски шок, који настаје као посљедица спољашњег или унутрашњег крварења. Крварења могу настати услед повреда (трауматско-хеморагијски шок) или из других разлога (крварење унутар гастроинтестиналног тракта, пуцање анеуризме аорте, крварење унутар вагине и материце итд).
- хиповолемијски шок настаје услед великог губитка тјелесних течности код дехидратације, повраћања, дијареје, опекотина итд.

## Клиничка слика
У клиничкој слици поред општих симптома шока доминирају знаци недовољног минутног волумена срца: слабо пуњене срчаних комора, колабиране вене (нарочито на врату), евентуално видљиво крварење и повреде унутрашњих органа. Код септичког шока доминира вазодилатација (ширење крвних судова) па је кожа топла и ружичаста, док је код хиповолемијског шока хладна и знојна. Код кардиогеног и опструктивног шока вратне вене су набрекле, а централни венски и плућни оклузивни притисак су повишени, док су код хиповолемијског шока вратне вене колабиране и централни венски притисак и плућни оклузивни притисак су снижени.
У клиничкој пракси је често тешко оцијенити колики је губитак волумена. Често се користи параметар индекс шока, који се добија када се подјели вриједност броја срчаних откуцаја током једног минута са вриједношћу систолног крвног притиска. Индекс шока износи нормално око 0,56. Овај индекс није поуздан параметар оцјене тежине шока, јер лекови утичу на фреквенцију срца и артеријски притисак. 
Главни показатељи значајнијег губитка крви су: фреквенција срца преко 100 откуцаја у минути, убрзано дисање и поремећаји свијести. Тада је без одлагања потребна хитна надокнада изгубљене крви.

## Терапија
Терапији олигемијског шока претходи откривање његовог узрока. Уколико се ради о повреди потребно је хируршко збрињавање. Срчану фреквенцију треба вратити на нормалну вриједност, а артеријски притисак је потребно стабилизовати на систолне вриједности преко 90-100 mmHg. Код повреде главе и мозга потребно је систолни притисак подићи на 140 mmHg, да би се на тај начин омогућило боље снабдевање можданог ткива крвљу. Насупрот томе, код повреда насталих продором страних тијела у организам треба избјегавати веће вриједности артеријског притиска због јачег крварења. 
Пацијентима се даје да удишу чист кисеоник, а у тешком шоку се врши и интубација (увођење цијеви у душник и прикључивање на апарате за дисање).
Надокнада запремине крви се врши давањем пуне крви, замјене за плазму и/или кристалоидних течности. Поред овога у случајевима недовољног подизања артеријског притиска, у терапију се уводе вазопресори (лекови који сужавају крвне судове) попут допамина.
|  | Молимо Вас, обратите пажњу на важно упозорење у вези са темама из области медицине (здравља). |